# Antoni Alexandrowicz
Antoni Witold Alexandrowicz (ur. 25 października 1906 w Japorowicach, zm. 14 lutego 1943 nad Lake District) – major pilot Wojska Polskiego, major (ang. Squadron Leader) brytyjskich Królewskich Sił Powietrznych.

## Życiorys
Antoni Alexandrowicz pochodził ze szlacheckiej rodziny Alexandrowiczów herbu Aleksandrowicz. Jego ojcem był Kazimierz Witold Alexandrowicz (1866–1924), matką – Jadwiga z Russanowskich (1881–1948). Antoni miał sześcioro rodzeństwa (Ewę, Zofię, Stefana, Magdalenę, Annę i Jadwigę).
Na stopień podporucznika został mianowany ze starszeństwem z 1 stycznia 1932 w korpusie oficerów rezerwy aeronautyki. Posiadał przydział w rezerwie do 1 pułku lotniczego w Warszawie.
W momencie wybuchu II wojny światowej pełnił służbę w eskadrze ćwiczebnej pilotażu CWL 1 w Dęblinie.
Po ewakuacji do Wielkiej Brytanii otrzymał numer służbowy P-1404 i latał jako pilot w 307 dywizjonie myśliwskim nocnym „Lwowskich Puchaczy”. W 1942 roku został przeniesiony do brytyjskiego 219 dywizjonu myśliwskiego nocnego, w którym odniósł 3 zwycięstwa (4 czerwca 1942 zestrzelił Ju-88 i He-111, a 11 czerwca 1942 zestrzelił Do-217). Podczas lotu ćwiczebnego pilotowany przez niego samolot Bristol Beaufighter V8551 rozbił się o ziemię w rejonie Ireleth. Wraz z Alexandrowiczem zginął nawigator porucznik Zbigniew Jan Domański.
Antoni Alexandrowicz został pochowany na cmentarzu w Newark, w sekcji War Graves Plot Section J Grave 313A. Pośmiertnie został odznaczony Orderem Virtuti Militari nr 08354. Był także odznaczony trzykrotnie Krzyżem Walecznych oraz dwukrotnie Medalem Lotniczym.
Sklasyfikowany na 96. pozycji na „liście Bajana” z trzema pewnymi zwycięstwami powietrznymi.
Antoni Alexandrowicz ożenił się 14 grudnia 1933 roku w Warszawie z Wiesławą Eufemią Raszewską i miał z nią dwoje dzieci: Marię Pię i Antoniego Marię.